# Niels Stensen
Niels Stensen (în latină Nicolaus Stenonis, cunoscut și ca Nicolas Steno) (n. 11 ianuarie 1638 - d. 25 noiembrie 1686) a fost anatomist danez, geolog, preot și episcop catolic. Este considerat părintele geologiei și stratigrafiei.

## Biografie
Nicolas Steno (Daneză: Niels Stensen; Latinizat ca Nicolaus Steno) s-a născut în Copenhaga în Ziua de Anul Nou (după calendarul iulian).

## Contribuții

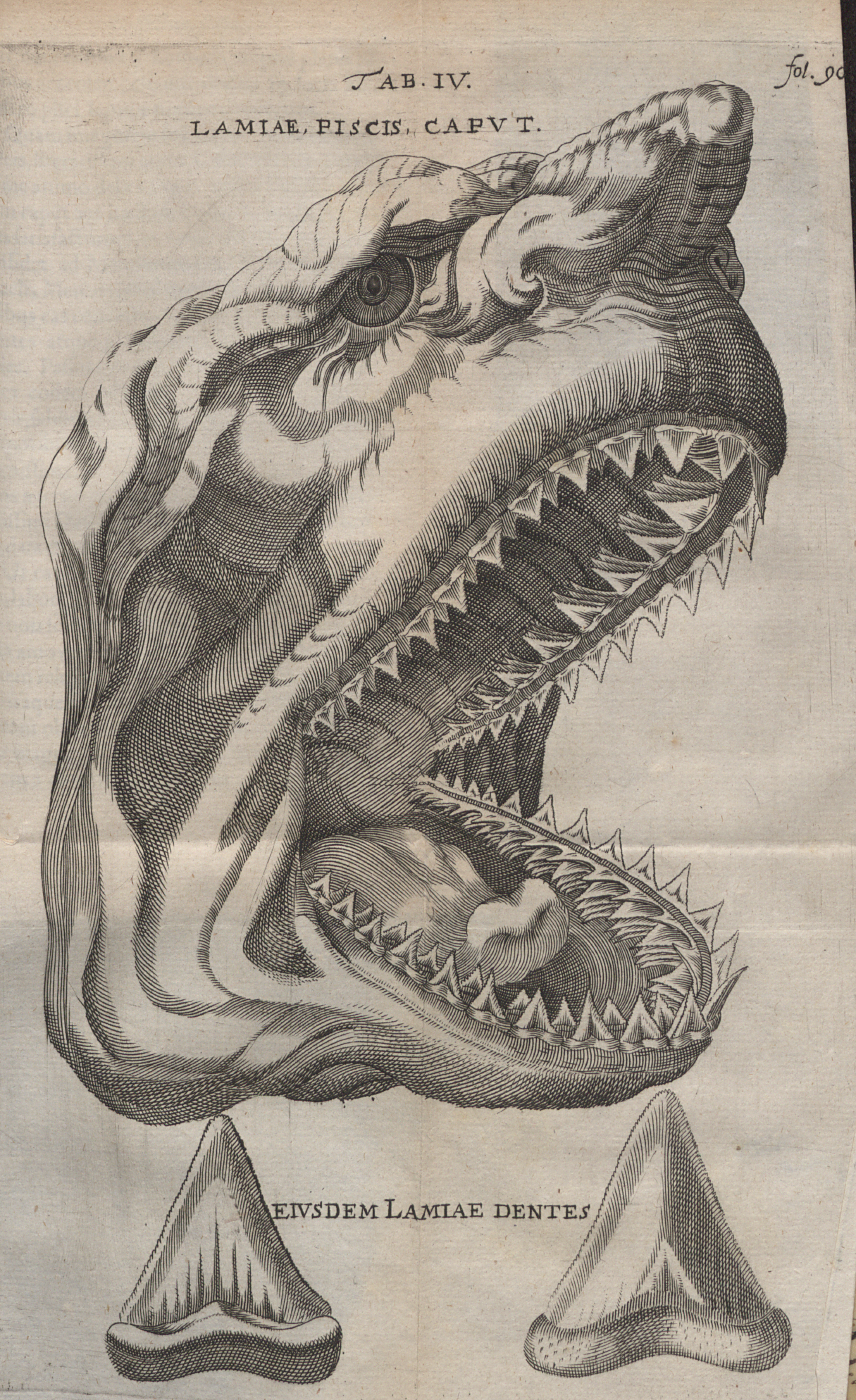
Elementorum myologiae specimen, 1669

### Scrieri
- Observationes anatomicae (1662)
- De Musculis et Glandulis Observationum Specimen (1664)
- Elementorum myologiæ specimen, seu musculi descriptio geometrica : cui accedunt Canis Carchariæ dissectum caput, et dissectus piscis ex Canum genere (1667)
- Discours sur l'anatomie du cerveau (1669)
- De solido intra solidum naturaliter contento dissertationis prodromus (1669)